# نمسدورف-گوهرندورف
نمسدورف-گوهرندورف (به آلمانی: Nemsdorf-Göhrendorf) یک شهر در آلمان است که در زالهکرایس واقع شده‌است. نمسدورف-گوهرندورف ۹۸۵ نفر جمعیت دارد.